# Георг, Фёдор Александрович
Федор Александрович Георг  (16.09.1871—1941) — генерал-майор, участник Первой мировой войны, Белого движения в СЗА, Георгиевский кавалер.

## Биография
Федор Александрович Георг родился в семье титулярного советника. В 1889 окончил Юрьевскую гимназию. В январе 1890 поступил на службу в качестве вольноопределяющимся в Беломорский 89-й пехотный полк, за добросовестное отношение к службе повышен в чине до младшего унтер-офицера. В 1891 направлен в С.-Петербургское юнкерское училище. После успешной сдачи вступительных экзаменов был переведен в Виленское пехотное юнкерское училище, которое окончил в 1893 по 2-му разряду и в чине подпрапорщика прибыл обратно в полк. Подпоручик — с 01.01.1895. Адъютант 2-го батальона — с 11.03.1897. Поручик — с 01.04.1899. Адъютант полка — с 05.05.1902. Штабс-капитан — с 01.04.1903. Командир 1-й роты — с 20.12.1906. Капитан — с 06.12.1907. Командовал полковой учебной командой — с 01.11.1910. Командирован для прохождения курса в Офицерскую стрелковую школу (31.01—30.09.1912). До начала Великой войны был награждён орденами Св. Станислава 3-й степени, Св. Анны 3-й степени, Св. Станислава 2-й степени и Св. Анны 2-й степени.

### Великая война
Участник Первой мировой войны на Юго-западном фронте Отличился в боях на р. Сане и награждён орденом Св. Владимира 4-й степени с мечами и бантом. Командовал 4-й ротой и 1-м батальоном. 27.02.1915 произведен в подполковники. За отличия в боях награждён мечами к орденам Св. Анны 2-й степени и Св. Станислава 2-й степени, и орденом Св. Анны 4-й степени с надписью «За храбрость». С 7 апреля по конец июня 1915 временно командовал 92-м пехотным Печорским полком, после чего был назначен наблюдающим за учебными командами 23-й пехотной дивизии. Принимал участие в Зимнем сражении в Карпатах, за что 29.10.1915 был награждён Георгиевским оружием (ВП от 04.08.1916) за мужество и храбрость, проявленную в бою 19.03.1915 в Карпатах, у высоты 1228, у деревни Береги-Горные. 16.11.1915 произведен за отличие в боях в полковники. 08.06.1916 командирован в Ревель для формирования 118-й пехотной дивизии ген. Мартынова. 25.06.1916 назначен командиром 470-го пехотного Данковского полка в той же дивизии. 27.01.1917 награждён орденом Св. Владимира 3-й степени. 30.12.1917 уволен со службы и вернулся в Ревель, где проживала его семья.

### Белое движение
18.12.1918 генералом Геннингсом был назначен штаб-офицером для поручений при штабе Отряда русской самозащиты. 07.02.1919 отбыл на нарвский фронт для командования отрядом. В Северо-Западной армии был помощником командира 1-й стрелковой дивизии. Был награждён мечами к ордену Св. Владимира 3-й степени и 10.09.1919 за боевые отличия произведен в генерал-майоры. Во время октябрьского наступления командовал 2-й бригадой 1-й стрелковой дивизии. Участник похода на Петроград армии генерала Н. Н. Юденича.

### Арест
После расформирования СЗА жил в Таллине, где работал контролером на железной дороге. Арестован органами НКВД в Таллине 03.09.1940. Решением трибунала от 25.02.1941 приговорен к 10 годам ИТЛ и 5 годам поражения в гражданских правах. Погиб.